# Pedro el Escamoso
Pedro el Escamoso es una telenovela colombiana, original de Luis Felipe Salamanca,  producida por Luis Felipe Salamanca y Dago García y transmitida por Caracol Televisión entre 2001 y 2003. 
Está protagonizada por Miguel Varoni y Sandra Reyes, con las participaciones antagónicas de Javier Gómez, Aura Helena Prada, Diego Ramos, Julio César Luna y Paola Charry y con las actuaciones estelares de Alina Lozano, Fernando Solórzano, Jairo Camargo, Álvaro Bayona, Andrea Guzmán, Juan Carlos Arango, Martha Osorio y Marcela Mar.
Desde el 1 de abril de 2022 la telenovela se encuentra disponible en streaming a nivel mundial a través de Netflix. A diferencia de su emisión original, Netflix solo muestra un total de 315 episodios.

## Historia
La historia de Pedro Coral Tavera, creada por Luis Felipe Salamanca, se aleja al típico galán de telenovela colombiana: no es rico, no es guapo, no se viste bien, se cree buen bailarín. Es la historia de un mujeriego empedernido, un galán implacable que llega a Bogotá escapando de su pueblo natal a raíz, nada más ni nada menos que de un problema de faldas.
A su llegada, Pedro, un ser “escamoso”, listo y enamoradizo, 'tropieza' con el amor de su vida, Paula Dávila, y en menos de 48 horas termina siendo su chofer y confidente. No sólo eso, también se transforma en el gran sustento de la familia Pacheco, integrada exclusivamente por mujeres, a quien el hombre de la casa acaba de abandonar para irse al otro mundo. Así es como Pedrito Coral Tavera encuentra el escenario perfecto para actuar y desplegar sus escamas. Crea su propio universo, plagado de grandes mentiras, pero buenas intenciones. Y, finalmente este seductor recalcitrante termina siendo la persona clave en la vida de todo ser humano que se le cruza, contagiando alegría con su 'sonrisa cautivadora', su particular forma de vestir, de hablar y de emocionar.
Pedro el Escamoso es un tipo que se cree el más guapo, el más atractivo, el mejor bailarín, el que todo lo sabe; es mentiroso y por si fuera poco es un mujeriego, siempre aprovechando la oportunidad de conquistar a cuanta chica se atraviese en su camino. Es considerado como el Hércules Tercermundista y es famoso por su baile del pirulino, su cálida sonrisa, su tierna mirada y su encantadora voz.

## Elenco

### Principal
En orden de aparición en el intro
| Actor / Actriz     | Personaje                                 |
| ------------------ | ----------------------------------------- |
| Miguel Varoni      | Pedro Coral Tavera                        |
| Javier Gómez       | César Luis Freydell Carbonell             |
| Sandra Reyes       | Paula Andrea Dávila Serna                 |
| Aura Helena Prada  | Mónica Ferreira                           |
| Jairo Camargo      | Alirio Alberto Perafán Rocha de Francisco |
| Álvaro Bayona      | Pastor Fernando Gaitán García             |
| Alina Lozano       | Nidia Estela Pataquiva Vda. de Pacheco    |
| Martha Osorio      | Ana Dávila Serna                          |
| Marcela Mar        | Mayerli del Carmen Pacheco Pataquiva      |
| Andrea Guzmán      | Yadira del Pilar Pacheco Pataquiva        |
| Juan Carlos Arango | Enrique Bueno Lindo                       |
| Fernando Solórzano | René Martín Lara                          |
| Inés Oviedo        | Lydia Sánchez #1                          |
| Bibiana Navas      | Lydia Sánchez #2                          |
| Diego Ramos        | Sandro Billycich "Don Chichi"             |

### Secundario
En orden alfabético
| Artista                   | Personaje                                        | Rol                                                                                                |
| ------------------------- | ------------------------------------------------ | -------------------------------------------------------------------------------------------------- |
| Adriana Osorio            | Marina Medina                                    | Empleada doméstica de César y Mónica                                                               |
| Astrid Junguito           | María Josefina "Pepita" Pombo de De la Espriella | Profesora de glamur de las candidatas del Reinado del Mangostino Esposa de Lorenzo de la Espriella |
| Carlos Kajú               | Pedro Vicente 'Pedrito' Coral Jr.                | Hijo de Pedro                                                                                      |
| Dora González             | Julia Ceballos                                   | Recepcionista de Freydell                                                                          |
| Enrique Carriazo          | Lorenzo De la Espriella                          | Profesor de Pedrito Coral Jr.                                                                      |
| Fernando Arévalo          | Gustavo "El Pote" Angarita Landinez              | Medio-Hermano de Pastor Gaitán                                                                     |
| Gina Acuña                | Martha                                           | Secretaria de Freydell                                                                             |
| Herbert King              | Heriberto Chaves                                 | Hermano de Sigifredo y Marlen                                                                      |
| Juan Carlos Pérez Almanza | Carlos Alberto Ospina "Carabina"                 | Empleado de Gustavo Angarita en Codabas                                                            |
| Julio César Luna          | Hugo Horacio Billycich                           | Padre de Sandro                                                                                    |
| Paola Charry              | Laura Vélez                                      | Prima de Mónica y enamorada de Pedro                                                               |
| Sofía Silva               | Cristina García Méndez                           | Amiguita de Pedrito Coral Jr                                                                       |
| Wilson Rangel             | Julio Gutiérrez                                  | Mejor amigo de Perafán y padrino de boda de él y Nidia                                             |

### Actuaciones Especiales
En orden alfabético
| Artista                | Personaje                              | Rol                                                                                               |
| ---------------------- | -------------------------------------- | ------------------------------------------------------------------------------------------------- |
| Alberto Cardeño        | Doctor Palomeque                       | Abogado de Heriberto                                                                              |
| Alexander Palacios     | Médico                                 | Atendió a la señora Pastora García                                                                |
| Alexandra Restrepo     | Marlen Chaves                          | Hija de Aldemar y enamorada de Pedro                                                              |
| Amparo Conde           | Delfina Pataquiva                      | Prima de Nidia Pacheco                                                                            |
| Andrés Felipe Martínez | Alberto                                | Cobrador                                                                                          |
| Andrés Huertas Motta   | Andrés Huertas                         | Sacerdote amigo de César Luis                                                                     |
| Carlos Hurtado         | Guillermo de Jesús Castro              | Esposo de Inocencia y profesor de Yadira                                                          |
| Carolina Lizarazo      | Sandra                                 | Personaje Desconocido                                                                             |
| Cristian Gómez         | Alberto Gómez                          | Exvicepresidente Comercial de Industrias Freydell y cómplice del desfalco en Industrias Freydell. |
| Fernando Peñuela       | Manzanero                              | Amigo de Perafán y Gutiérrez en la estafa de software pirata en Freydell                          |
| Germán Escallón        | Arnoldo Aguirre                        | Abogado de Perafán y Julio Gutiérrez                                                              |
| Héctor Rivas           | Aldemar Chaves                         | Padre de Marlen, Sigifredo y Heriberto                                                            |
| Johanna Trujillo       | Paulina                                | Exesposa de Heriberto y falsa novia de Pedro.                                                     |
| John Ceballos          | Gerardo Geraldine                      | Crossover con Amor a mil                                                                          |
| Juan Carlos Messier    | Ricardo Mejía                          | Director musical de Nidia                                                                         |
| Liliana Escobar        | Lorenza Inocencia Sabogal Gómez        | Profesora de la Escuela Nocturna de Pedro y Enrique, y de la Universidad de Yadira.               |
| Liliana González       | Natalia París "Natucha"                | Mujer que ayuda a Pedro, a suplantar en la empresa, por su homónima famosa                        |
| Luis Eduardo Motoa     | Gustavo Martínez                       | Novio de Mónica en Miami                                                                          |
| Luis Fernando Múnera   | Juan Pacheco                           | Papá de las Pacheco y de Paula                                                                    |
| Manolo Cardona         | John Héctor Afanador                   | Crossover con Amor a mil                                                                          |
| Manolo Orjuela         | Carlos "Carlangas"                     | Amigo de Pedro en San Pablo y socio en la empresa de Mangostinos.                                 |
| Manuel Pachón          | Doctor Pablo                           | Médico de Mónica                                                                                  |
| María Eugenia Dávila   | Margot                                 | Amiga de doña Nidia y dueña del bar Coqueta                                                       |
| Mónica Gómez           | Catalina de la Espriella Pombo         | Hija de Lorenzo y Josefina                                                                        |
| Morella Zuleta         | Shirley Lorena Peláez (Miss Finlandia) | Participante del reinado del mangostino                                                           |
| Nadia Rowinsky         | Susana Recoba                          | Negociante del Mangostino                                                                         |
| Orlando Valenzuela     | Sigifredo Chaves                       | Hermano de Heriberto y Marlen                                                                     |
| Quique Mendoza         | Wilson                                 | Novio de Catalina                                                                                 |
| Rafael Uribe Ochoa     | Camionero                              | Ayuda a Pedro cuando es amenazado por los Chaves                                                  |
| Rodolfo Silva          | Abogado Freydell                       | Abogado encargado de la empresa Freydell                                                          |
| Teresa Gutiérrez       | Pastora García De Gaitán               | Mamá de Pastor y Gustavo                                                                          |
| Yesenia Valencia       | Magda                                  | Profesora del pueblo de Pedro                                                                     |

### Invitados Especiales
Celebridades o personas que actuaron como ellas mismas
| Artista                     | Ocupación                         | Rol                                           |
| --------------------------- | --------------------------------- | --------------------------------------------- |
| Hernán Orjuela Buenaventura | Presentador                       | Crossover con Sábados Felices                 |
| Galy Galiano                | Cantante                          | Hizo una serenata a la Dra. Paula             |
| Los Visconti                | Dúo argentino                     | Aparece en un bar cantando junto a Doña Nidia |
| Luisa Bejarano              | Estudiante de Derecho             | Crossover con Expedición Robinson 2001        |
| Anny Cadena                 | Artista Independiente             | Crossover con Expedición Robinson 2001        |
| Catalina Jaimes             | Estudiante de Diseño Gráfico      | Crossover con Expedición Robinson 2001        |
| Lorena Zuleta               | Jugadora de Voleibol              | Crossover con Expedición Robinson 2001        |
| Marlon Restrepo             | Cantante de Rap                   | Crossover con Expedición Robinson 2001        |
| Mauricio Arango             | Profesor de arquitectura          | Crossover con Expedición Robinson 2001        |
| Mónica Londoño              | Estudiante de Comunicación Social | Crossover con Expedición Robinson 2001        |
| Pedro Luis Falla            | Matemático                        | Crossover con Expedición Robinson 2001        |
| Rafael Barrera              | Comerciante                       | Crossover con Expedición Robinson 2001        |
| Ramón Trujillo              | Modelo                            | Crossover con Expedición Robinson 2001        |
| Rolando Patarroyo           | Latonero                          | Crossover con Expedición Robinson 2001        |

## Premios y nominaciones

### Premios TVyNovelas
| Año  | Categoría                         | Nominado               | Resultado |
| ---- | --------------------------------- | ---------------------- | --------- |
| 2002 | Mejor Telenovela                  | Pedro el Escamoso      | Ganadora  |
| 2002 | Mejor Actor Protagónico Favorito  | Miguel Varoni          | Ganador   |
| 2002 | Mejor Actriz Protagónica Favorita | Sandra Reyes           | Nominada  |
| 2002 | Mejor Actriz De Reparto Favorita  | Alina Lozano           | Ganadora  |
| 2002 | Mejor Actriz De Reparto Favorita  | Andrea Guzmán          | Nominada  |
| 2002 | Mejor Actor De Reparto Favorito   | Álvaro Bayona          | Ganador   |
| 2002 | Mejor Actor De Reparto Favorito   | Jairo Camargo          | Nominado  |
| 2002 | Mejor Actor Antagónico Favorito   | Javier Gómez           | Ganador   |
| 2002 | Mejor Libretista                  | Dago García            | Ganador   |
| 2002 | Mejor Director                    | Juan Carlos Villamizar | Ganador   |

### Premios India Catalina
| Año  | Categoría                | Nominado               | Resultado |
| ---- | ------------------------ | ---------------------- | --------- |
| 2002 | Mejor Telenovela         | Pedro el Escamoso      | Ganadora  |
| 2002 | Mejor Actor Protagónico  | Miguel Varoni          | Ganador   |
| 2002 | Mejor Actriz Protagónica | Sandra Reyes           | Nominada  |
| 2002 | Mejor Actriz De Reparto  | Alina Lozano           | Ganadora  |
| 2002 | Mejor Actor De Reparto   | Álvaro Bayona          | Nominado  |
| 2002 | Mejor Libretista         | Dago García            | Ganador   |
| 2002 | Mejor Director           | Juan Carlos Villamizar | Nominado  |

### Premios Caracol
- Mejor Telenovela
- Mejor Actor Protagónico: Miguel Varoni
- Mejor Actriz Protagónica: Sandra Reyes
- Mejor Actriz de Reparto: Alina Lozano
- Mejor Actor de Reparto: Jairo Camargo

### Otros premios
- Premios INTE Mejor Actor Miguel Varoni
- Asociación de Cronista del Espectáculo de Nueva York ACE: Personalidad del año Miguel Varoni
- 2 de Oro en Venezuela: Mejor Actor Extranjero Miguel Varoni
- Estrella de Oro en Venezuela: Mejor Actor Extranjero Miguel Varoni
- Gran Águila en Venezuela: Mejor Actor Extranjero Miguel Varoni
- Mara de Oro en Venezuela: Mejor Actor Extranjero Miguel Varoni
- Orquidea en Estados Unidos: Mejor Actor Miguel Varoni
- Orquidea en Estados Unidos: Mejor Actriz Coestelar Alina Lozano
- Orquidea en Estados Unidos: Mejor Actor Coestelar Jairo Camargo

## Como Pedro por su casa
Después de finalizada la novela en el año 2003, Caracol Televisión produjo para Telemundo un spin-off denominado Como Pedro por su casa, la serie está dividida en tres sagas, de 20 capítulos cada una, protagonizadas por Miguel Varoni. En la primera, la actriz mexicana Ana de la Reguera fue el nuevo amor de Pedro Coral, mientras que también integraron al elenco las figuras colombianas Alina Lozano (Doña Nidia), Álvaro Bayona (Pastor Gaitán), Fernando Solórzano (René), Jairo Camargo (Alirio Perafán) y Juan Carlos Arango (Enrique Bueno). En la segunda serie, Pedro viaja a Estados Unidos y está acompañado de otra actriz mexicana, aún no confirmada. Dago García y Luis Felipe Salamanca, libretistas de la serie, ya tienen escritos los primeros 20 capítulos. Como Pedro por su casa fue grabada en los nuevos estudios que el Canal Caracol inauguró en Bogotá, bajo la dirección de Juan Carlos Villamizar, Anselmo Calvo Villamizar,  producción de Orlando Jiménez y asistencia de dirección de Adriana Ferreira.